# Discografia d'Antònia Font
La discografia d'Antònia Font, un grup de pop mallorquí actiu entre els anys 1997 i 2013 i des de 2021, consisteix en vuit àlbums d'estudi, un àlbum recopilatori, un àlbum en directe, un extended play, dos senzills, una pel·lícula i set videoclips.

## Àlbums d'estudi
| Títol                   | Detalls | Èxit comercial                             | Èxit crític |
| ----------------------- | --- | ------------------------------------------ | --- |
| Antònia Font            | - Data de publicació: 1998 - Segell discogràfic: Slurp! - Format: CD                                                             |                                            | |
| Antònia Font            | - Data de reedició: 2002 - Segell discogràfic: DiscMedi/Blau - Format: CD                                                        |                                            | |
| A Rússia                | - Data de publicació: 2001 - Segell discogràfic: Slurp!/Música Global - Format: CD                                               |                                            | - Premi Disc Català de l'Any (2001) |
| A Rússia                | - Data de reedició: 2008 - Segell discogràfic: DiscMedi/Blau - Format: CD                                                        |                                            | - Premi Disc Català de l'Any (2001) |
| Alegria                 | - Data de publicació: 2002 - Segell discogràfic: Drac/Virgin - Format: CD                                                        |                                            | - Premi Puig-Porret (2002) |
| Alegria                 | - Data de reedició: 2008 - Segell discogràfic: DiscMedi/Blau - Format: CD                                                        |                                            | - Premi Puig-Porret (2002) |
| Taxi                    | - Data de publicació: 2004 - Segell discogràfic: DiscMedi/Blau - Format: CD - Inclou el DVD Acronia i col·lapse del Dr. Polanski |                                            | - Premi Altaveu '04 - Premi Enderrock al millor disc de l'any 2004 (2005) - Premi Enderrock al millor disc en català de pop-rock (2005) - Millor disc de pop al MMVV |
| Batiscafo Katiuscas     | - Data de publicació: 2006 - Segell discogràfic: DiscMedi/Blau - Format: CD                                                      |                                            | |
| Lamparetes              | - Data de publicació: 11 d'abril de 2011 - Segell discogràfic: Robot Innocent - Format: CD                                       | - Disc d'or - Número 3 en vendes a Espanya | - Premi Puig-Porret (2011) |
| Vostè és aquí           | - Data de publicació: 9 d'octubre de 2012 - Segell discogràfic: Robot Innocent - Format: CD                                      | - Número 3 en vendes a Espanya             | |
| Un minut estroboscòpica | - Data de publicació: 25 de març de 2022 - Segell discogràfic: Primavera Labels - Format: CD                                     |                                            | |

## Àlbum recopilatori
| Títol          | Detalls                                                                                      | Èxit comercial | Èxit crític                                                                           |
| -------------- | -------------------------------------------------------------------------------------------- | -------------- | ------------------------------------------------------------------------------------- |
| Coser i cantar | - Data de publicació: 2007 - Segell discogràfic: DiscMedi/Blau - Format: 2 CD, inclou un DVD |                | - Premi Nacional de Música (2008) - Premio de la Música al Millor Àlbum de Pop (2008) |

## Àlbum en directe
| Títol                   | Detalls | Èxit comercial | Èxit crític |
| ----------------------- | --- | -------------- | ----------- |
| Pareix talment una foto | - Data de publicació: 2008 - Segell discogràfic: DiscMedi/Blau - Part d'un pack que incloïa les reedicions d'Antònia Font i A Rússia - Format: CD |                |             |

## Pel·lícula
| Títol                 | Detalls                                                                                  | Èxit comercial | Èxit crític |
| --------------------- | ---------------------------------------------------------------------------------------- | -------------- | ----------- |
| Gran Teatre del Liceu | - Data de publicació: desembre de 2008 - Segell discogràfic: DiscMedi/Blau - Format: DVD |                |             |

## Extended play
| Títol        | Detalls                                  | Èxit comercial | Èxit crític |
| ------------ | ---------------------------------------- | -------------- | ----------- |
| Antònia Font | - Data de publicació: 1997 - Auto-editat |                |             |

## Senzills
| Títol                        | Detalls                                                                                   | Èxit comercial | Èxit crític |
| ---------------------------- | ----------------------------------------------------------------------------------------- | -------------- | ----------- |
| «Clint Eastwood»             | - Data de publicació: març de 2011 - Senzill de Lamparetes - Format: digital              |                |             |
| «Per jo i tots es ciclistes» | - Data de publicació: 18 de setembre de 2012 - Senzill de Vostè és aquí - Format: digital |                |             |

## Videoclips
| Títol                        | Detalls | Èxit comercial | Èxit crític |
| ---------------------------- | --- | -------------- | --- |
| «Tots es motors»             | - Cançó d'A Rússia                                                                                              |                | |
| «Alegria»                    | - Cançó d'Alegria                                                                                               |                | |
| «Astronauta rimador»         | - Cançó de Taxi                                                                                                 |                | |
| «Wa yeah!»                   | - Data de publicació: setembre de 2007 - Producció: Rulot TV - Cançó de Batiscafo Katiuscas                     |                | - Premi Enderrock al millor videoclip (2007) - Premi millor videoclip 2007 a Ritmes.cat - Premi REC 2007 - Premi Rockdelux al Millor vídeoclip estatal '07 - Premi Festival Inquiet de Cinema en Valencià '07 |
| «Clint Eastwood»             | - Data de publicació: 7 d'abril de 2011 - Cançó de Lamparetes                                                   |                | |
| «Calgary 88»                 | - Data de publicació: 13 de febrer de 2012 - Producció: Rulot TV - Direcció: Antonio Lara - Cançó de Lamparetes |                | |
| «Per jo i tots es ciclistes» | - Data de publicació: desembre 2012 - Producció: Rulot TV - Cançó de Vostè és aquí                              |                | |